# Antónov
Antónov, o Complejo Técnico Científico Aeronáutico Antónov (Antónov ASTC) (en ucraniano: Авіаційний науково-технічний комплекс імені Антонова, АНТК ім. Антонова), antiguamente Oficina de Diseño Antónov, es una compañía fabricante de aeronaves y proveedora de servicios aeronáuticos fundada en la Unión Soviética en 1946, con sede en Kiev y particular experiencia en el campo de la construcción de aeronaves de gran tamaño. En 1988 creó el avión más grande del mundo en su momento. Actualmente Antonov ATSC es una compañía de propiedad estatal ucraniana.

## Historia

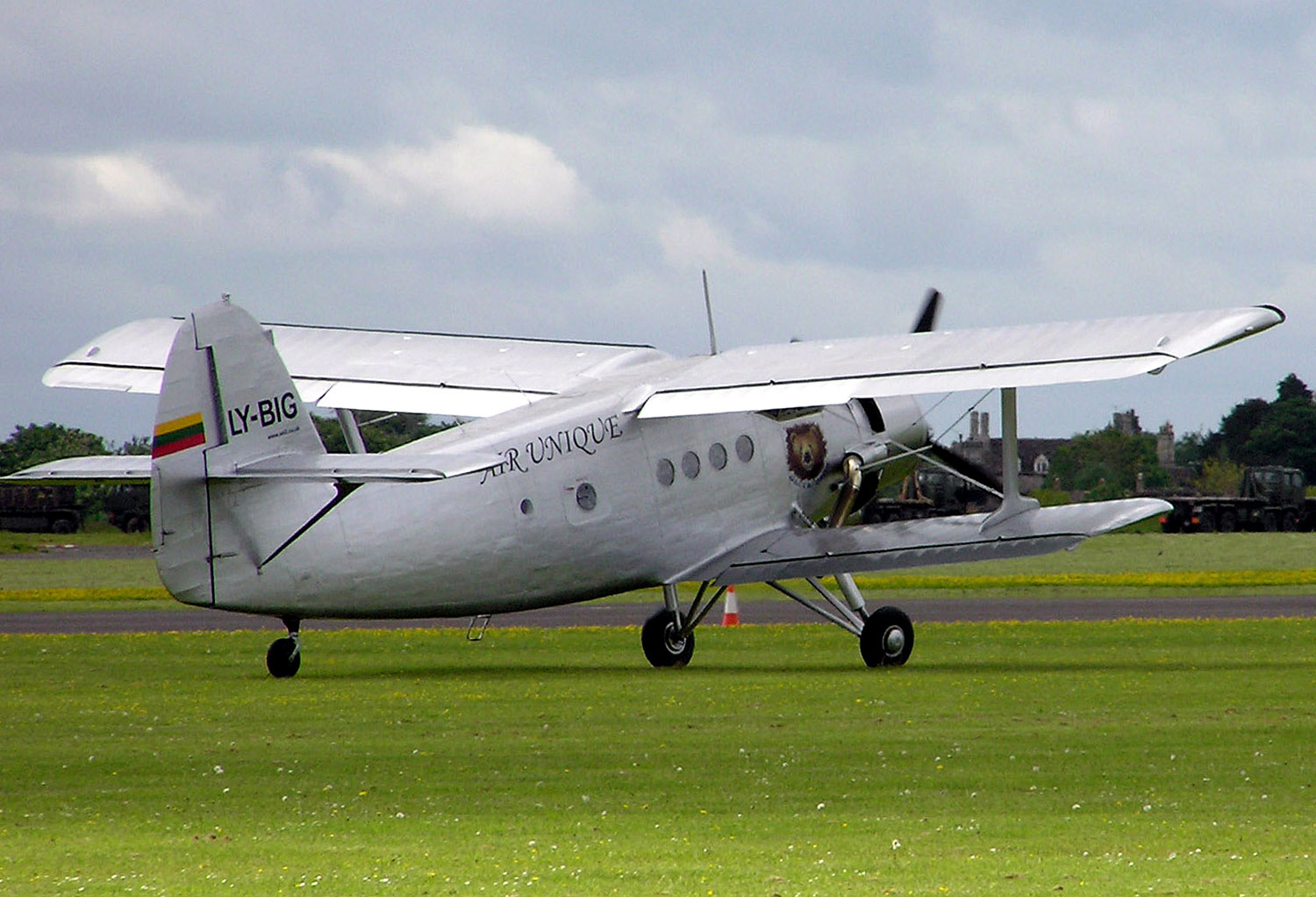
Antonov An-2 privado en Lituania.

Fundada el 31 de mayo de 1946 en la Unión Soviética, por orden de Consejo de Ministros y Comité Central VKP con el nombre de OKB-153, y localizada en la Fábrica de aviación de Novosibirsk (hoy llamada NAZ). Por la misma orden, como constructor principal del nuevo OKB era nombrado Oleg Konstantínovich Antónov.
El primer resultado del trabajo del nuevo OKB era el mítico An-2 (construidos más de 18.000 unidades). En el 1952 OKB se traslada a Kiev, donde desarrollan el An-8. Luego vienen entre otros, el An-10, An-12, An-14, An-22, An-24, An-26, An-30, An-32, An-72, An-70, An-74, An-124, An-148 y An-225.
El 4 de abril de 1984 muere Oleg Antónov, y se decide llamar a la OKB con su nombre.

## Productos

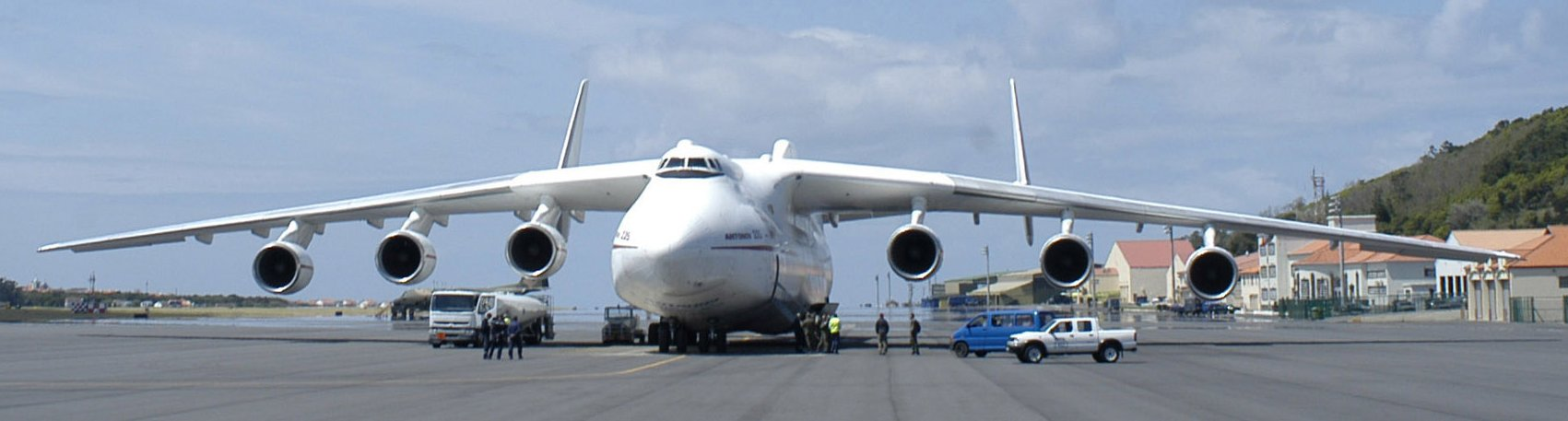
El Antonov An-225 fue el avión más grande y pesado del mundo.

Los aviones Antónov van desde el clásico Antonov An-2, biplano, el avión de reconocimiento Antonov An-28, hasta los enormes cargueros Antonov An-124 y Antonov An-225, este último el avión más grande construido, fue destruido durante la invasión rusa de Ucrania en 2022, quedando inservible. Otros modelos menos difundidos sirven como transporte de pasajeros de corto, mediano y largo alcance, especialmente en Rusia y Europa Oriental. 
Las actividades del complejo Antónov incluyen:
- Diseño y construcción de aeronaves.
- Transporte de carga (Aerolíneas Antonov).
- Mantenimiento y mejora de aeronaves.
- Apoyo en Ingeniería aeroespacial.
- Operación del Aeropuerto Antonov.
- Diseño y construcción de trolebuses.